# Wysschaja Liga 1976/77
Die Saison 1976/77 der Wysschaja Liga war die 31. Spielzeit der höchsten sowjetischen Eishockeyspielklasse. Den sowjetischen Meistertitel sicherte sich zum insgesamt 20. Mal ZSKA Moskau, während Kristall Saratow in die zweite Liga abstieg.

## Modus
Die zehn Mannschaften der Wysschaja Liga spielten in einer gemeinsamen Hauptrunde vier Mal gegen jeden Gegner, wodurch die Gesamtzahl der Spiele pro Mannschaft 36 betrug. Die punktbeste Mannschaft wurde Meister, während der Tabellenletzte direkt in die zweite Liga abstieg. Für einen Sieg erhielt jede Mannschaft zwei Punkte, bei einem Unentschieden gab es einen Punkt und bei einer Niederlage null Punkte.

## Hauptrunde
|     | Klub                  | Sp | S  | U | N  | T   | GT  | Punkte |
| --- | --------------------- | -- | -- | - | -- | --- | --- | ------ |
| 1.  | ZSKA Moskau           | 36 | 28 | 1 | 7  | 220 | 113 | 57     |
| 2.  | Dynamo Moskau         | 36 | 22 | 6 | 8  | 175 | 104 | 50     |
| 3.  | Traktor Tscheljabinsk | 36 | 20 | 5 | 11 | 128 | 106 | 45     |
| 4.  | Dinamo Riga           | 36 | 17 | 7 | 12 | 133 | 126 | 41     |
| 5.  | Chimik Woskressensk   | 36 | 14 | 9 | 13 | 115 | 103 | 37     |
| 6.  | Spartak Moskau        | 36 | 14 | 9 | 13 | 154 | 162 | 37     |
| 7.  | Krylja Sowetow Moskau | 36 | 14 | 5 | 17 | 120 | 137 | 33     |
| 8.  | Torpedo Gorki         | 36 | 11 | 9 | 16 | 108 | 137 | 31     |
| 9.  | SKA Leningrad         | 36 | 10 | 0 | 26 | 128 | 183 | 20     |
| 10. | Kristall Saratow      | 36 | 4  | 1 | 31 | 85  | 195 | 9      |

Sp = Spiele, S = Siege, U = unentschieden, N = Niederlagen, OTS = Overtime-Siege, OTN = Overtime-Niederlage, SOS = Penalty-Siege, SON = Penalty-Niederlage

## Topscorer
Fett: Saisonbestwert
| Spieler           | Mannschaft            | Tore | Assists | Punkte |
| ----------------- | --------------------- | ---- | ------- | ------ |
| Helmuts Balderis  | Dinamo Riga           | 40   | 23      | 63     |
| Wladimir Petrow   | ZSKA Moskau           | 26   | 36      | 62     |
| Alexander Malzew  | Dynamo Moskau         | 31   | 27      | 58     |
| Boris Michailow   | ZSKA Moskau           | 28   | 23      | 51     |
| Waleri Beloussow  | Traktor Tscheljabinsk | 20   | 29      | 49     |
| Pjotr Prirodin    | Dynamo Moskau         | 23   | 23      | 46     |
| Alexander Bodunow | Krylja Sowetow        | 28   | 16      | 44     |
| Alexander Golikow | Dynamo Moskau         | 24   | 20      | 44     |
| Boris Alexandrow  | ZSKA Moskau           | 24   | 17      | 41     |
| Wladimir Wikulow  | ZSKA Moskau           | 22   | 18      | 40     |

## Sowjetischer Meister
| Meister ZSKA Moskau | Torhüter: Wladislaw Tretjak Verteidiger: Wjatscheslaw Fetissow, Sergei Gimajew, Alexander Gussew, Wiktor Kusnezow, Wladimir Luttschenko, Wladimir Palilow, Alexei Woltschenkow, Gennadi Zygankow Angreifer: Boris Alexandrow, Wjatscheslaw Anissin, Waleri Charlamow, Alexander Lobanow, Boris Michailow, Wladimir Petrow, Wladimir Popow, Wiktor Schluktow, Wladimir Wikulow, Alexander Woltschkow Trainerstab: Konstantin Loktew, Wiktor Kuskin, Juri Moissejew |